# Plastik Salyan
Plastik Salyan – azerski klub piłkarski, mający siedzibę w mieście Salyan, w południowo-wschodniej części kraju, działający w latach 1971–1997.

## Historia
Chronologia nazw:
- 1971: Ximik Salyan
- 1984: Plastik Salyan
- 1992: klub rozwiązano

Klub sportowy Ximik Salyan został założony w miejscowości Salyan w 1971 roku (niektóre źródła podają 1970) i reprezentował miejscową fabrykę tworzyw sztucznych. Zespół rozpoczął rywalizację w mistrzostwach Azerbejdżańskiej SRR. W roku swojego powstania zajął 3.miejsce, a w 1971 zdobył mistrzostwo. W 1990 z nazwą Plastik Salyan debiutował we Wtoroj nizszej lidze Mistrzostw ZSRR (D4), zajmując 18.miejsce w grupie 3. W następnym sezonie 1991 zajął 19.pozycję w grupie 3.
Po uzyskaniu niepodległości przez Azerbejdżan w 1992 debiutował w najwyższej lidze, zwanej Yüksək Liqa. Debiutowy sezon 1992 zakończył na 11.pozycji w grupie B i w rundzie drugiej walczył w grupie spadkowej, gdzie został sklasyfikowany na końcowym 19.miejscu i spadł do pierwszej ligi. W 1993 roku zajął w Birinci Dəstə trzecie miejsce. W kolejnych sezonach plasował się coraz niżej w ligowej tabeli. Po zakończeniu sezonu 1996/97 uzyskał dziesiątą lokatę w pierwszej lidze. Ale przez problemy finansowe zrezygnował z dalszych rozgrywek i został rozwiązany.

## Barwy klubowe, strój
|  |  |

Klub ma barwy biało-czarne. Zawodnicy domowe spotkania zazwyczaj grają w białych koszulkach, czarnych spodenkach oraz białych getrach.

## Sukcesy

### Trofea międzynarodowe
Nie uczestniczył w rozgrywkach europejskich (stan na 31-05-2019).

### Trofea krajowe
Azerbejdżan
| \| \| Zdobyte trofea w rozgrywkach Azerbejdżanu (stan na: 31-05-2019) \| |                                                                 |      |               |
| Rozgrywki                                                                | Osiągnięcie                                                     | Razy | Sezon(y)      |
| Mistrzostwo                                                              | I miejsce                                                       | 0    |               |
| Mistrzostwo                                                              | II miejsce                                                      | 0    |               |
| Mistrzostwo                                                              | III miejsce                                                     | 0    |               |
| Mistrzostwo                                                              | 19.miejsce                                                      | 1    | 1992          |
| Puchar                                                                   | zdobywca                                                        | 0    |               |
| Puchar                                                                   | finalista                                                       | 0    |               |
| Puchar                                                                   | 1/8 finału                                                      | 2    | 1993, 1995/96 |
| II liga                                                                  | I miejsce                                                       | 0    |               |
| II liga                                                                  | II miejsce                                                      | 0    |               |
| II liga                                                                  | III miejsce                                                     | 1    | 1993          |
| Azerbejdżan                                                              | Zdobyte trofea w rozgrywkach Azerbejdżanu (stan na: 31-05-2019) |      |               |

ZSRR
| \| \| Zdobyte trofea w rozgrywkach Związku Radzieckiego (stan na: 31-12-1992) \| |                                                                         |      |          |
| Rozgrywki                                                                        | Osiągnięcie                                                             | Razy | Sezon(y) |
| Mistrzostwo                                                                      | I miejsce                                                               | 0    |          |
| Mistrzostwo                                                                      | II miejsce                                                              | 0    |          |
| Mistrzostwo                                                                      | III miejsce                                                             | 0    |          |
| Puchar                                                                           | zdobywca                                                                | 0    |          |
| Puchar                                                                           | finalista                                                               | 0    |          |
| II liga                                                                          | I miejsce                                                               | 0    |          |
| II liga                                                                          | II miejsce                                                              | 0    |          |
| II liga                                                                          | III miejsce                                                             | 0    |          |
|                                                                                  | Zdobyte trofea w rozgrywkach Związku Radzieckiego (stan na: 31-12-1992) |      |          |

- Wtoraja nizszaja liga (D4):
  - 18.miejsce (1x): 1990 (gr.3)

- Mistrzostwo Azerbejdżańskiej SRR:
  - mistrz (1x): 1971
  - wicemistrz (1x): 1972
  - 3.miejsce (1x): 1970

## Poszczególne sezony

### Rozgrywki międzynarodowe

#### Europejskie puchary
Nie uczestniczył w rozgrywkach europejskich.

### Rozgrywki krajowe
ZSRR
| \| \| Bilans występów klubu w rozgrywkach piłkarskich Związku Radzieckiego (Stan na 31 grudnia 1992 r.) \| |                                                                                                   |        |       |   |   |   |    |    |     |           |        |        |      |
| Poziom | Rozgrywki                                                                                         | Sezony | Mecze | Z | R | P | B+ | B– | Pkt | Lata      | Awanse | Spadki | Naj. |
| I | Wysszaja liga                                                                                     | 0      |       |   |   |   |    |    |     |           |        |        |      |
| II | Pierwaja liga                                                                                     | 0      |       |   |   |   |    |    |     |           |        |        |      |
| III | Wtoraja liga                                                                                      | 0      |       |   |   |   |    |    |     |           |        |        |      |
| IV | Wtoraja nizszaja liga                                                                             | 2      |       |   |   |   |    |    |     | 1990–1991 | 0      | 0      | 18   |
| | Puchar ZSRR                                                                                       | 0      |       |   |   |   |    |    |     |           |        |        |      |
| | Bilans występów klubu w rozgrywkach piłkarskich Związku Radzieckiego (Stan na 31 grudnia 1992 r.) |        |       |   |   |   |    |    |     |           |        |        |      |

Azerbejdżan
| \| Azerbejdżan \| Bilans występów klubu w rozgrywkach piłkarskich Azerbejdżanu (Stan na 31 maja 2019 r.) \| \| |                                                                                        |        |       |   |   |   |    |    |     |           |        |        |      |
| Poziom | Rozgrywki                                                                              | Sezony | Mecze | Z | R | P | B+ | B– | Pkt | Lata      | Awanse | Spadki | Naj. |
| I | Yüksək Liqa                                                                            | 1      |       |   |   |   |    |    |     | 1992      | 0      | 1      | 19   |
| II | Birinci Dəstə                                                                          | 5      |       |   |   |   |    |    |     | 1993–1997 | 0      | 0      | 3    |
| | Puchar Azerbejdżanu                                                                    | 5      |       |   |   |   |    |    |     | 1993–1997 | 0      | 0      | 1/8  |
| Azerbejdżan | Bilans występów klubu w rozgrywkach piłkarskich Azerbejdżanu (Stan na 31 maja 2019 r.) |        |       |   |   |   |    |    |     |           |        |        |      |

## Struktura klubu

### Stadion
Klub piłkarski rozgrywał swoje mecze domowe na Stadionie Miejskim w Salyan o pojemności 1000 widzów.

## Kibice i rywalizacja z innymi klubami

### Derby
- Neftçala FK